# Liste der Kunstwerke im öffentlichen Raum in Wien

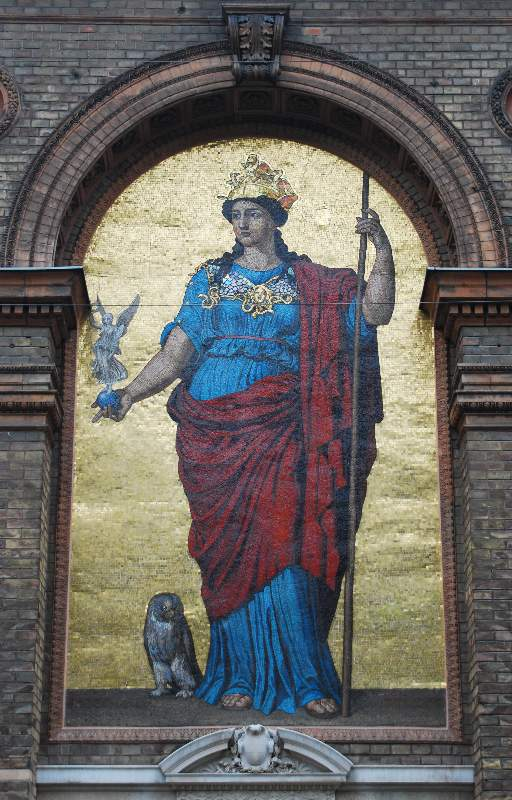
Minervabrunnen: Mosaik

Die Liste der Kunstwerke im öffentlichen Raum in Wien ist eine Übersichtsseite. Sie enthält die nach den Wiener Gemeindebezirken geordneten Listen der unbeweglichen künstlerischen Objekte, die
im öffentlichen Raum, also auf Straßen, Plätzen oder in öffentlichen Parks zu sehen sind.
Denkmäler, profane Skulpturen und Plastiken, sakrale Kleindenkmäler, Brunnen, Gedenktafeln oder Kunst am Bau sind in den Listen verzeichnet, sofern sie im „Wien Kulturgut“, dem digitalen Kulturstadtplan der Stadt Wien, als Kunstwerke im öffentlichen Raum gekennzeichnet und mit einer eindeutigen Identifikationsnummer (ID) ausgestattet sind.
1. Bezirk: Liste der Kunstwerke im öffentlichen Raum in Wien-Innere Stadt
2. Bezirk: Liste der Kunstwerke im öffentlichen Raum in Wien-Leopoldstadt
3. Bezirk: Liste der Kunstwerke im öffentlichen Raum in Wien-Landstraße
4. Bezirk: Liste der Kunstwerke im öffentlichen Raum in Wien-Wieden
5. Bezirk: Liste der Kunstwerke im öffentlichen Raum in Wien-Margareten
6. Bezirk: Liste der Kunstwerke im öffentlichen Raum in Wien-Mariahilf
7. Bezirk: Liste der Kunstwerke im öffentlichen Raum in Wien-Neubau
8. Bezirk: Liste der Kunstwerke im öffentlichen Raum in Wien-Josefstadt
9. Bezirk: Liste der Kunstwerke im öffentlichen Raum in Wien-Alsergrund
10. Bezirk: Liste der Kunstwerke im öffentlichen Raum in Wien-Favoriten
11. Bezirk: Liste der Kunstwerke im öffentlichen Raum in Wien-Simmering
12. Bezirk: Liste der Kunstwerke im öffentlichen Raum in Wien-Meidling
13. Bezirk: Liste der Kunstwerke im öffentlichen Raum in Wien-Hietzing
14. Bezirk: Liste der Kunstwerke im öffentlichen Raum in Wien-Penzing
15. Bezirk: Liste der Kunstwerke im öffentlichen Raum in Wien-Rudolfsheim-Fünfhaus
16. Bezirk: Liste der Kunstwerke im öffentlichen Raum in Wien-Ottakring
17. Bezirk: Liste der Kunstwerke im öffentlichen Raum in Wien-Hernals
18. Bezirk: Liste der Kunstwerke im öffentlichen Raum in Wien-Währing
19. Bezirk: Liste der Kunstwerke im öffentlichen Raum in Wien-Döbling
20. Bezirk: Liste der Kunstwerke im öffentlichen Raum in Wien-Brigittenau
21. Bezirk: Liste der Kunstwerke im öffentlichen Raum in Wien-Floridsdorf
22. Bezirk: Liste der Kunstwerke im öffentlichen Raum in Wien-Donaustadt
23. Bezirk: Liste der Kunstwerke im öffentlichen Raum in Wien-Liesing

Weiters gibt es Objekte, die außerhalb des heutigen Stadtgebietes liegen, im Kulturgüterkataster aber trotzdem aufgeführt und mit einer Inventarnummer versehen sind:
Liste der Kunstwerke im öffentlichen Raum außerhalb des heutigen Stadtgebietes